# Alisa Buchinger
Pour les articles homonymes, voir Buchinger.
Alisa Buchinger est une karatéka autrichienne née le 26 octobre 1992 à Salzbourg. Elle est championne d'Europe en kumite moins de 68 kilos aux championnats d'Europe de karaté 2015 à Istanbul et vice-championne d'Europe aux championnats d'Europe de karaté 2016 à Montpellier après avoir remporté une médaille de bronze aux championnats du monde de karaté 2014 à Brême.